# Municipio de Osceola (Pensilvania)
El municipio de Osceola (en inglés: Osceola Township) es un municipio ubicado en el condado de Tioga en el estado estadounidense de Pensilvania. En el año 2000 tenía una población de 700 habitantes y una densidad poblacional de 19 personas por km².

## Geografía
El municipio de Osceola se encuentra ubicado en las coordenadas 41°59′00″N 77°20′59″O / 41.98333, -77.34972.

## Demografía
Según la Oficina del Censo en 2000 los ingresos medios por hogar en la localidad eran de $33,482 y los ingresos medios por familia eran $36,364. Los hombres tenían unos ingresos medios de $26,389 frente a los $22,083 para las mujeres. La renta per cápita para la localidad era de $15,113. Alrededor del 18,6% de la población estaban por debajo del umbral de pobreza.